# مقاطعة فليمنغ (كنتاكي)
مقاطعة فليمنغ (بالإنجليزية: Fleming County)‏ هي إحدى المقاطعات في ولاية كنتاكي في الولايات المتحدة الأمريكية.

## أعلام
- آلفين سوندرز
- جورج بيرد هودج